# Lucien Monsi-Agboka
Lucien Monsi-Agboka est un évêque catholique romain béninois.

## Biographie

### Enfance, éducation et débuts
Lucien Monsi-Agboka naît à Cotonou le 3 juin 1926. Originaire d’Agoué de père et de mère, il reçoit le baptême le 02 juillet 1926 des mains du regretté Père Gaymard en l’église Notre-Dame-de-Miséricorde alors unique paroisse de Cotonou. Il est élève successivement à l’école publique de Guéné (à 75 km au nord de Kandi) et à l’école catholique Saint-Michel de Cotonou,[réf. à confirmer].

## Ordination et nomination
Lucien Monsi-Agboka devient prêtre en 1957 à Rome, Monsi-Agboka passe évêque du diocèse catholique romain d'Abomey, au Bénin, en 1963 et est consacré le 21 juillet 1963 par Bernardin Gantin avec comme co-consécrateurs Bernard Yago et Robert-Casimir Dosseh-Anyron (de), et prend sa retraite en 2002. Il meurt le 27 avril 2008.